# 山口県道59号岩国錦線
山口県道59号岩国錦線（やまぐちけんどう59ごう いわくににしきせん）は、山口県岩国市を通る県道（主要地方道）である。

## 概要
山口県岩国市多田と岩国市錦町宇佐郷を結ぶ。
1972年（昭和47年）に県道番号が割り当てられた際、岩国市多田から本郷村波野までは山口県道129号波野岩国線、本郷村波野から錦町大原までは山口県道132号大原徳山線の一部であったが、1983年（昭和58年）の番号再編により両区間に加え、広島県道・山口県道・島根県道119号佐伯六日市線（現在の広島県道・山口県道119号佐伯錦線の一部）であった錦町大原から同町宇佐郷までを単独区間として含めた上で、現在の59号となった。
2006年（平成18年）3月20日の周辺市町村合併により、区間を通る本郷村、美和町、錦町が岩国市となったため、全線が岩国市内に所在することとなった。
起点と終点付近および岩国市美和町と岩国市本郷町の一部区間を除くほぼ全区間で狭く見通しの悪い山道が続く路線である。特に岩国市本郷町本谷から岩国市錦町大原の笹ノ折峠を含む区間は、急カーブや落石、倒木などが多く特別な事が無い限り通行は避けた方が無難であり、大型車の通行は不可である。

### 路線データ
- 起点：岩国市多田（下多田交差点、国道2号交点）
- 終点：岩国市錦町宇佐郷（国道434号交点）

## 歴史
- 1982年（昭和57年）4月1日 -建設省（当時）告示第935号により主要地方道に認定される。
- 1993年（平成5年）5月11日 - 建設省から、県道岩国錦線が岩国錦線として主要地方道に再指定される[1]。
- 1997年（平成9年）4月15日 - 美和町下畑〜本郷村波野間に美郷トンネルが開通。これに伴い、トンネルに並行していた同区間がそれぞれ美和町道・本郷村道に格下げとなる。

## 路線状況

### 重複区間
- 山口県道130号本郷周東線（岩国市美和町下畑 地内）
- 山口県道134号秋掛錦線（岩国市本郷町本郷 地内）

## 地理

### 通過する自治体
- 岩国市

### 交差する道路
| 交差する道路                         | 交差する場所           | 交差する場所        |
| ------------------------------------ | ---------------------- | ------------------- |
| 国道2号 国道187号 重複               | 多田                   | 下多田交差点 / 起点 |
| 山口県道111号岩国美和線              | 阿品                   | 岩国市阿品交差点    |
| 山口県道135号北中山岩国線            | 美和町渋前（しぶくま） |                     |
| 山口県道・広島県道2号岩国佐伯線      | 美和町生見（いきみ）   |                     |
| 山口県道130号本郷周東線 重複区間起点 | 美和町下畑             |                     |
| 山口県道130号本郷周東線 重複区間終点 | 美和町下畑             |                     |
| 山口県道69号徳山本郷線               | 本郷町波野（はの）     |                     |
| 山口県道130号本郷周東線              | 本郷町本郷             |                     |
| 山口県道134号秋掛錦線 重複区間起点   | 本郷町本郷             |                     |
| 山口県道134号秋掛錦線 重複区間終点   | 本郷町本郷             |                     |
| 広島県道・山口県道119号佐伯錦線      | 錦町大原               |                     |
| 国道434号                            | 錦町宇佐郷             | 終点                |

### 沿線の主要施設
- 岩国市役所藤河出張所
- 岩国市役所美和総合支所本郷支所
- 岩国市役所高根出張所